# Kanton Vif
Der Kanton Vif war bis 2015 ein französischer Wahlkreis im Arrondissement Grenoble, im Département Isère und in der Region Rhône-Alpes. Hauptort war Vif, Vertreter im conseil général des Départements war zuletzt von 2001 bis 2015 Brigitte Perillie (PS).
Der Kanton umfasste die Wahlberechtigten aus sechs Gemeinden:
| Gemeinde                  | Einwohner Jahr | Fläche km² | Bevölkerungsdichte | Code INSEE | Postleitzahl |
| ------------------------- | -------------- | ---------- | ------------------ | ---------- | ------------ |
| Claix                     | 7828 (2013)    | 24,12      | 325 Einw./km²      | 38111      | 38640        |
| Le Gua                    | 1838 (2013)    | 28,48      | 65 Einw./km²       | 38187      | 38450        |
| Le Pont-de-Claix          | 11.133 (2013)  | 5,6        | 1988 Einw./km²     | 38317      | 38800        |
| Saint-Paul-de-Varces      | 2200 (2013)    | 19,69      | 112 Einw./km²      | 38436      | 38760        |
| Varces-Allières-et-Risset | 7522 (2013)    | 20,88      | 360 Einw./km²      | 38524      | 38760        |
| Vif                       | 7991 (2013)    | 28,3       | 282 Einw./km²      | 38545      | 38450        |